# MTV Video Music Award a legjobb mondanivalót tartalmazó videóért
Az MTV Video Music Award a legjobb mondanivalót tartalmazó videóért díjat először 2011-ben adták át.
| Év   | Győztes                                                          | További jelöltek                                                 |
| ---- | ---------------------------------------------------------------- | ---------------------------------------------------------------- |
| 2011 | Lady Gaga – Born This Way                                        | - Taylor Swift – Mean                                            |
| 2012 | Demi Lovato – Skyscraper                                         | - Rise Against – Ballad of Hollis Brown                          |
| 2012 | Demi Lovato – Skyscraper                                         | - Rise Against – Ballad of Hollis Brown                          |
| 2013 | Macklemore és Ryan Lewis (közreműködik Mary Lambert) – Same Love | - Snoop Lion (közreműködik Drake és Cori B.) – No Guns Allowed'' |
| 2014 | Beyoncé – Pretty Hurts                                           | - Kelly Rowland – Dirty Laundry                                  |